# Історія Пакистану
Пакистан як незалежна країна був проголошений у 1947 р. До цього історія Пакистану тісно пов'язана з історією Афганістану, Ірану та Індії.

## Давня історія
Вже у кінці першого міжльодовикового періоду територія Пакистану була заселена людьми. В епоху неоліту в долинах рік виникають перші землеробські оази. У III тис. до н. е. в долині Інду та її приток з'являються перші державні утворення, що належать до однієї з найдавніших цивілізацій світу — протоїндської або Хараппської цивілізації (середина III — середина II тис. до н. е.). Її занепад збігається за часом з появою на території Пакистану племен ведичних аріїв. Зв'язки цих племен з місцевим населенням почато I тис. до н. е. сприяли формуванню індоарійських народів.
У 7-6 ст. до н. е., за буддійською традицією, на території Пакистану виникають перші індоарійські держави — Мадра, Гандхара, Саувіра та інші. Приблизно до цього ж часу відносять проникнення в басейн Інду східно-іранських племен. На території Пакистану зберігалися також райони, заселені доіндоєвропейським населенням. Наприкінці VI ст. до н. е. майже всі землі в долині Інду і її приток були включені до складу давньоперської імперії Ахеменідів; лише на рубежі V—IV ст. до н. е. заїндські райони повернули самостійність. У 327—325 рр. до н. е. землі в басейні р. Інд (до берегів р. Біас) були завойовані Олександром Македонським. Після його смерті у 323 р. до н. е. вони були приєднені до імперії Маур'я. На початку 2 ст. до н. е. на території Пакистану виникло еліністичне, так зване Греко-Індійське царство. У 1-3 ст. н. е. басейн Інду входив до Кушанського королівства; столицею цієї держави в часи Канішки стало м. Пурушапура (сучасний Пешавар).
Останні століття до н. е. — перші століття н. е. — час розквіту культури рабовласницького суспільства в басейні Інду — гандхарська школа мистецтв та інш. Після розпаду Кушанського королівства західні райони сучасного Пакистану були включені до складу імперії Сасанідів, а східні — до складу імперії Гуптів. У 2-й половині 5 ст. тут при владі були (до середини 6 ст.) хіоніти або ефталіти, столицею яких стало м. Шакала (сучасний Сіалкот).

## Середньовіччя (6-18 ст.)
У 6-7 ст.ст. на території Пакистану утворилося декілька ранньофеодальних держав. У цей час важливі зміни відбуваються в культурі місцевого населення; у релігійній оболонці індуїзму, що майже скрізь пройшов на зміну буддизму, формується ідеологія феодального суспільства. Подальшого розвитку набуває кастова система, що зародилася в надрах попередньої формації, виникає ієрархія каст. На початку 8 ст. араби завоювали Сінд і південну частину Пенджаба. Арабські завоювання супроводжувалися поширенням ісламу. Після падіння в 750 р. халіфату Омеядів Сінд перетворилося фактично на самостійну державу. На початку 10 ст. у незалежне князівство відособився Мултан. На території на північ від Мултана правила місцева династія Шахі, її столицею було м. Удабхандапура (сучасний Унд, поблизу Аттока). На початку 11 ст. в басейні Інду панували завойовники Газневіди, наприкінці 11 ст.- Гуріди, на початку 13 ст. — Делійський султанат.
Незважаючи на нескінченні війни, заколоти феодалів і численні іноземні вторгнення (монголів у 13 ст.- на початку 14 ст., Тимура наприкінці 14 ст.), що гальмували зростання продуктивних сил, великі міста басейну Інду (особливо на найважливіших торговельних шляхах — Лагор, Мултан, Пешавар, Татта та інш.) перетворилися на важливі економічні і культурні центри, які відігравали велику роль у торговельних відносинах між країнами на заході і сході від Інду. Ці міста були також центрами найбільш розвинутих і густонаселених районів країни, де застосовувалося штучне зрошування, вирощувалися продовольчі і технічні культури, відносно високого рівня досягли ремісниче виробництво, будівельна техніка і т. д. Своє значення вони зберегли і після падіння Делійського султанату, в епоху Великих Моголів, під владою яких на території Пакистану до початку 18 ст. знаходилися Пенджаб, Сінд і території на правому березі Інду. У Пенджабі поширення феодальної експлуатації спричинило наприкінці 17 — на початку 18 ст. повстання селян і нижчих верств населення; керівну роль у повстаннях відігравала релігійна секта сикхів. У середині XVIII ст. територію Пакистану підпорядкував своїй владі афганський правитель Ахмад-шах Дуррані. У 1765 р. сикхи зайняли Лагор. У Пенджабі утворилося декілька сикхських князівств, які об'єднав в єдину державу Ранджіт Сингх (правив у 1799—1839 р.р.). Декілька феодальних князівств внаслідок ослаблення влади шахів Дуррані виникло наприкінці XVIII ст. в Сінді і Белуджистані.

## Колоніальне панування Британської імперії (1850—1947)
Військова експансія британських колонізаторів, що почалася на Південноазійському субконтиненті в 17 ст., в середині 19 ст. поширилася і на територію Пакистану. Британські колонізатори в 1843 р. захопили Сінд, у 1845-49 р.р. — Пенджаб (Англо-сикхські війни), у 1854, 1876, 1879, 1893 захопили Белуджистан і підпорядкували східнопуштунські племена і князівства.
Британське завоювання призвело до перетворення захоплених територій в аграрно-сировинний додаток метрополії. Колоніальні власті стимулювали виробництво експортних с/г культур, виникали деякі матеріальні передумови капіталістичного виробництва. З розпадом феодалізму виникали об'єктивні можливості розвитку капіталізму, але колоніальний гніт стримував і деформував розвиток цих процесів, консервував феодальні пережитки. Особливості соціального і економічного розвитку народів на території сучасного Пакистану в колоніальну епоху відбилися на характері національно-визвольних рухів, що почалися тут з другої половини 19 ст. Ідеї просвіти і національного визволення виступали зазвичай у формі релігійного реформаторства і часто мали сектантський характер (Ар'я самадж, Намдхарі, Мусульманська ліга). Ці особливості визвольних рухів використовувалися колонізаторами, які, прагнучи розколоти антиімперіалістичні сили, розпалювали індусо-мусульманську ворожнечу, цьому сприяли протиріччя між різними релігійно-громадськими групами заможних класів суспільства і самі реакційні сторони індуської, сикхської і мусульманської релігійно-громадської ідеології.
На початку 20 ст. у національно-визвольному русі народів на території сучасного Пакистану формується революційно-демократичний напрямок, виникають перші революційно-демократичні організації («Гадр», червоносорочники, халіфатський рух); з'являються перші робочі організації; у 30-х рр. все більшого поширення набувають соціалістичні ідеї. Визвольна боротьба народів на території сучасного Пакистану, нерідко збройна (повстання хурів у Сінді в 1896—1908; повстання прикордонних пуштунських племен у 1919-21; повстання в Пешаварі в 1930; повстання в Белуджистані в 1897—1900, 1915-16, 1925, 1927-28), підривала засади влади колонізаторів.

## Незалежний Пакистан
Після Другої світової війни 1939-45 рр. британські колонізатори змушені були в 1947 р. надати незалежність своїй колонії Британської Індії. При цьому колишню Британську Індію було розділено за релігійно-громадським принципом на дві держави — Індію і Пакистан; до Індії відійшли райони, де переважало індуське населення, до Пакистану — ті, в яких переважало мусульманське населення. 14 серпня 1947 року було проголошено утворення незалежної держави Пакистан. Пакистан було прийнято в ООН, у цьому ж році він став членом Британської Співдружності націй. У 1972 р., коли Велика Британія та інші країни Співдружності визнали Бангладеш, Пакистан вийшов з її складу і повернувся тільки в 1989 році.
Першим генерал-губернатором нової держави — домініону Пакистану став лідер Мусульманської ліги М. А. Джинна. 1 травня 1948 СРСР встановив з Пакистаном дипломатичні відносини. Релігійно-громадський принцип розподілу колишньої Британської Індії обумовив територіальний поділ нової держави Пакистан: до складу Пакистану були включені на північ-захід — Південноазійського субконтиненту — Західний Пенджаб, Сінд, північний захід. Прикордонна провінція (ПЗПП), Белуджистан, на північ-схід — Східна Бенгалія. Умови, в яких відбувався розподіл (масові міграції індусів і мусульман, криваві індусо-мусульманські погроми, що провокувалися силами імперіалістичної і внутрішньої реакції), ослабили молоді суверенні держави — як Пакистан, так і Індію, та ускладнили їх взаємовідносини після завоювання незалежності.
Від епохи британського володарювання Пакистан успадкував відсталу економіку колоніального типу. 90 % населення проживало в селі. У 1948 фабрична промисловість дала лише 1,4 % національного доходу країни. Сильні позиції в основних галузях економіки займали британські монополії. За рівнем економічного розвитку східна частина Пакистану різко відставала від західної. Головною віссю політичного життя Пакистану стала боротьба за визначення напрямку розвитку країни, темпів і методів проведення реформ, необхідних для ліквідації спадщини колоніального минулого і зміцнення державної незалежності.
Аж до 1954 року в політичному житті Пакистану панувала Мусульманська ліга; діяльність її керівництва була спрямована на зміцнення позицій земельних магнатів Західного Пакистану і великої мусульманської буржуазії (серед якої переважали переселенці з Індії). У 1948-50 були підвищені податки й акцизи, збільшилася земельна рента. Ця політика викликала невдоволення широких верств населення. З кінця 1947 почалося пожвавлення робітничого руху; в 1948 була освічена Комуністична партія Пакистану. Розвернувся хрестовий рух, особливо активний у Східному Пакистані. Заворушення змусили правлячі кола ухвалити ряд аграрних законів; у Східному Пакистані держава поступово викупила землі поміщиків, а селяни — спадкові орендарі (Заміндарі) перетворилися на спадкових власників, які виплачують податок державі. У Західному Пакистані спадкові орендарі отримали право викупити свої ділянки; частка поміщиків у врожаї становила 40 %. У Східному Пакистані в Сінде, в ПЗПП і Белуджистані з 1948 почав формуватися рух за реорганізацію адміністративно-територіального устрою Пакистану на національно-лінгвістичній основі, надання цим провінціям широкої внутрішньої автономії, виділення їм великих асигнувань на економічні і соціальні потреби, що передбачалося планами економічного розвитку Пакистана (6-річним з 1950; 2-річним — частиною 6-річного з 1951, першим 5-річним — з 1955). Політично активна частина населення Східного Пакистану, Сінда, Белуджистану і ПЗПП домагалася також розширення своєї участі в державному апараті і збройних силах країни.
Невирішеність основних проблем розвитку Пакистану призвела до виходу з Мусульманської ліги широких верств населення, посилення в ній фракційної боротьби і виникнення наприкінці 40-х — на початку 50-х рр. перших опозиційних демократичних партій (Авамі Ліг, Азад Пакистан та інших).
Зростання економічних труднощів і вплив британських монополій, викликали невдоволення частини патріотично налаштованого офіцерства. У березні 1951 учасників армійської опозиції було заарештовано (справа про так звану «Змову в Равалпінді»), репресій зазнали також компартія і демократичні організації. Загострилася боротьба в правлячому таборі (навколо проектів конституції Пакистану та інш.). 16 жовтня 1951 було вбито прем'єр-міністра Пакистану Ліаката Алі Хана.
Навесні 1953 в західному Пакистані мали місце криваві антиахмадійські заворушення, які значно підірвали позиції правлячих кіл. У східному Пакистані в грудні 1953 було створено Об'єднаний фронт опозиційних партій, який у березні 1954 завдав нищівної поразки Мусульманській лізі на виборах у Законодавчі збори Східного Пакистану, сформовано уряд Об'єднаного фронту на чолі з А. К. Фазлул Хаком. Щоб зберегти владу, правлячі кола Пакистану ввели у східному Пакистані надзвичайний стан; 30 травня 1954 уряд Об'єднаного фронту було розпущено, 5 липня 1954 заборонено діяльність компартії в Східному Пакистані, 24 липня 1954 — в Західному Пакистані. 24 жовтня 1954 надзвичайний стан введено і в Західному Пакистані В 1954 Пакистан вступив у СЕАТО, в 1955 — в Багдадський пакт (з 1959 — СЕНТО).
Вибори в установчі збори Пакистану (червень 1955) свідчили про подальше зменшення впливу правлячих кіл. Щоб утриматися при владі, лідери Мусульманської ліги пішли на деякі поступки бенгальському національному руху; в 1954 бенгальський мову було визнано, нарівні з урду, державною мовою Пакистану. В серпні 1955 було сформовано коаліційний уряд — Мусульманська ліга — Об'єднаний фронт. У жовтні 1955 правлячі кола об'єднали території Західного Пакистану в єдину провінцію [до 1955 Західний Пакистан ділився на 4 провінції (Пенджаб, Північно-Західна Прикордонна провінція, Сінд і Белуджистан), ряд князівств (Бахавалпур, Калат, Дір та інш.) і особливі райони племен].
29 лютого 1956 Установчі збори ухвалили Конституцію Пакистану, згідно з якою 23 березня 1956 Пакистан було проголошено федеративною Ісламською Республікою Пакистан.
Коаліція правих лідерів Об'єднаного фронту з Мусульманською лігою викликала невдоволення лівих і центристських партій, які входили в Об'єднаний фронт. У вересні 1956 було сформовано коаліційний уряд — Авамі ліг — Республіканська партія (заснована в 1956), очолювана Х. Ш. Сухраварді (до жовтня 1957). проте і цей уряд не зміг вирішити назрілі завдання. Відбувалися масові страйки робітників, посилилися хрестові і національні рухи. В результаті об'єднання партій, які виступали за докорінний перегляд внутрішньої і зовнішньої політики Пакистану, в листопаді 1956 у Західному Пакистані утворилася Національна партія; в липні 1957 вона об'єдналася з лівим крилом Авамі ліг в єдину Національну народну партію. Посилення боротьби різних угруповань у правлячому таборі призвело в жовтні 1957 — жовтні 1958 до серії урядових криз. Велика торговельно-промислова буржуазія висловлювала невдоволення монополією на владу, яку зосередили у своїх руках земляні магнати Західного Пакистану. В цих умовах 7-8 жовтня 1958 було здійснення військовий переворот, скасовано конституцію, заборонено політичні партії. 27 жовтня 1958 функції президента взяв на себе головнокомандувач збройними силами М. Айюб Хан. У результаті перевороту зміцнилися позиції великої буржуазії і поміщиків, пов'язаних з підприємницькою діяльністю; в інтересах цих соціальних сил у 1959-60 було проведено ряд реформ, посилено контроль над економічним розвитком провінцій. У Західному Пакистані у 5 тис. найбільших поміщиків вилучили за викуп 880 тис. га землі, які були продані 74 тис. орендарів. У 1962 прийнята нова конституція, яка встановила президентську форму правління і непряму систему виборів законодавчих органів і глави держави. У 1962 і 1965 президентом обрано М. Айюба Хана, більшість місць у законодавчих органах отримувала очолювана ним Мусульманська ліга.
У 60-х рр. намітився відхід Пакистану від односторонньої зовнішньополітичної орієнтації на західні держави. 4 березня 1961 було укладено угоду з СРСР про співпрацю в пошуку і розвідці нафти і газу.

### Збройний конфлікт з Індією (1965)
Восени 1965 виник конфлікт між Пакистаном та Індією, через невирішені питання, пов'язані з колоніальним минулим цих держав (див. Кашмір), призвів до збройної сутички. Радянський уряд 4 і 17 вересня 1965 запропонував Пакистану та Індії послуги для відновлення миру і нормалізації відносин; з його ініціативи 4-10 січня 1966 у Ташкенті відбулася зустріч президента Пакистану і прем'єр-міністра Індії; підписана ними Ташкентська декларація 1966 відкрила шлях мирному врегулюванню конфлікту.
Збройний конфлікт з Індією негативно позначився на економічному становищі Пакистану. Були скорочені витрати на економічний розвиток і соціальні потреби. У 1966-69 спостерігалося зростання робітничого і студентського руху (в 1965 внаслідок страйків трудящих втрачено 622 тис. людино-дні, в 1967—2492 тис.). Активізувалась діяльність національних рухів, які вимагали реорганізації адміністративно-територіального устрою Пакистану на національній основі, надання провінціям повної регіональної автономії, введення загального прямого виборчого права. Посилення демократичних рухів спричинило політичну кризу. 25 березня 1969 М. Айюб Хан передав владу генералу А. М. Ях'я Хану, в країні знову було встановлено військовий режим. Військова адміністрація в 1970 реорганізувала єдину провінцію Західний Пакистан, створивши на її основі 4 провінції: Пенджаб, Сінд, ПЗПП і Белуджистан.

### НезалежністьБангладешу
У грудні 1970 відбулися перші в історії Пакистану загальні вибори, на яких перемогу здобули партії, що виступали з програмою демократичних перетворень: у Східному Пакистані- Авамі ліг, очолювана Муджибур Рахманом, і в Західному Пакистані- Партія пакистанського народу (Народна партія), очолювана З. А. Бхутто. Керівництво Авамі ліг зажадало передачі влади обраній більшості депутатів Національних зборів і закріплення в Конституції права Східного Пакистану на повну регіональну автономію. Відмова правлячих кіл Пакистану прийняти ці вимоги викликала гостру політичну кризу.
26 березня 1971 у відповідь на репресії пакистанських властей було проголошено незалежну Народну Республіку Бангладеш (територія Східного Пакистану). Наплив в Індію мільйонів біженців із Східного Пакистану привів до різкого загострення пакистансько-індійських відносин і широкого збройного конфлікту між Пакистаном та Індією (грудень 1971). Пакистанські війська в Даккі капітулювали 16 грудня 1971. Через два дні військові дії були припинені і на Заході. 20 грудня 1971 генерал А. М. Ях'я Хан пішов у відставку, передавши владу З. А. Бхутто. Зустріч президента Пакистану З. А. Бхутто і прем'єр-міністра Індії І. Ганді в Сімлі (1972) сприяла початок врегулюванню пакистансько-індійських відносин.
Уряд З. А. Бхутто з 1972 почав проведення ряду прогресивних соціально-економічних перетворень (реформ — аграрної, в галузі освіти, праці та інш.); було націоналізовано приватні банки, страхові компанії, скасовано воєнний стан, легалізовано діяльність демократичних партій і громадських організацій. 10 квітня 1973 ухвалено нову Конституцію (набрала чинності 14 серпня 1973); у федеративній республіці Пакистан провінції отримали значну автономію. У серпні 1973 президентом Пакистану обраний Фазал Ілахі Чоудхрі, прем'єр-міністром став З. А. Бхутто. Відбулися зрушення у зовнішній політиці Пакистану (вихід з СЕАТО, з британської Співдружності, встановлення дипломатичних відносин з ДРВ, НДР і КНДР, 1972). У 1974 Пакистан заявив про визнання Народної республіки Бангладеш. Для розвитку пакистансько-радянських відносин важливе значення мав візит у СРСР президента З. А. Бхутто (березень 1972), після якого було підписано план обміну в галузях освіти, науки, культури, мистецтва і спорту, Протокол про економічне і технічне співробітництво, угоду про товарооборот у 1973-75. Подальшому розвитку добросусідських взаємовигідних зв'язків між Пакистаном і СРСР і нормалізації обстановки у Південній Азії сприяв візит у Москву прем'єр-міністра Пакистану З. А. Бхутто (жовтень 1974).
Запроваджений у 1977 військовий режим проводив політику ісламізації, здійснював модернізацію армії.

### 1988—1999
У 1988—1999 країною правили почергово невійськові уряди Н. Шарифа та Б. Бхутто.

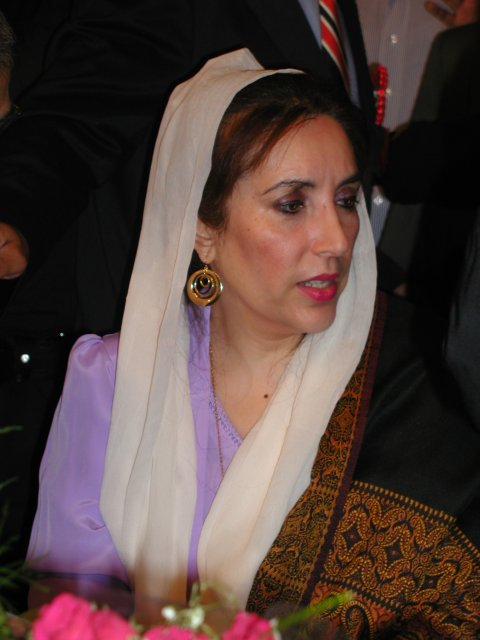
Б. Бхутто

У 1988 до влади прийшов уряд на чолі з лідером Пакистанської народної партії (утворена в 1967) Б. Бхутто. У 1990 президент Пакистану змістив уряд Бхутто і розпустив парламент (за час існування незалежного Пакистану були розпущені 7 складів парламенту). У жовтні 1993 Б. Бхутто знову очолила уряд.
Зовнішня політика Пакистану визначалася насамперед відносинами з сусідами — Індією та Афганістаном, що позначалося на характері дипломатичних зв'язків навіть з наддержавами. З 1970 Пакистан — член організації Ісламська конференція, з 1979 — Руху неприєднання, з 1985 — Асоціації регіональної співпраці Південної Азії та Організації економічного співробітництва і розвитку.

### 2000-ні
12 жовтня 1999 генерал Первез Мушарраф здійснив військовий переворот і у 2001 став президентом країни. Переобрався на посаду у 2007, але під тиском опозиції був змушений в серпні 2008 піти у відставку. Новим президентом було обрано Асіф Алі Зардарі.
Після вбивства на Беназір Бхутто в 2007 році, Пакистанська народна партія забезпечила найбільшу кількість голосів на виборах 2008 року. Новим прем'єр-міністром став Юсуф Реза Гілані. Юсуф Реза Гілані був спікером парламенту Пакистану (1993-1997) під час правління Беназір Бхутто та міністром (1985-1986). Він був звинувачений у корупції та просидів у тюрмі з 2001 до 2006 р. Вважається, що звинувачення мали політичні підстави. Пізніше всі звинувачення були скасовані. Нові зіткнення з судовими справами пов'язаними з підозрою у фінансуванні терористів під час індо-пакистанського конфлікту спонукали Гіллані відмовитися від посади у червні 2012 року. У 2013 році прем'єр-міністром  було обрано Наваза Шаріфа. 28 липня 2017 року Верховний суд Пакистану відправив Н. Шарифа у відставку через корупційний скандал через офшори у Панамі. Після перемоги на парламентських виборах 25 липня 2018 р. Імран Хан 18 серпня 2018 р. був приведений до присяги як прем'єр-міністр Пакистану.

### Аф-Пак

Карта збройного конфлікту у північно-західному Пакистані за станом на 2016 рік

Докладніше Афгансько-пакистанські сутички на кордоні
Докладніше Операція разючий удар
16 березня 2004 року під час проведення пакистанською армією пошукової операції з виявлення в гірському районі Південного Вазиристану (у федеральних племінних районах) виникли сутички, що переросли в збройне протистояння.
У квітні 2007 року вздовж будівництва загороджувального бар'єру зіткнення країн перейшло на рівень ЗС (Збройні сили Пакистану проти Збройні сили Афганістану.
1 квітня 2013 року міністерство закордонних справ Афганістану офіційно висловило протест та серйозне занепокоєння тим, що пакистанські військові в односторонньому порядку ведуть будівництво бар'єру вздовж кордону на сході країни.
Афганістан досі не визнає лінія Дюранда як законного кордону між країнами, оскільки ця лінія ділить Пуштуністан на дві частини.
У 2010-х роках адміністрацією президента США з метою позначити єдину політичну та військову ситуацію на кордоні Афганістану та Пакистану, було введено неологізм Аф-Пак, для позначення цих країн як театр воєнних дій.
В останні роки урядом Пакистану для участі у військових діях проти повстанців Вазиристану та для врегулювання конфлікт в Белуджистані став залучатися Прикордонний корпус.